# József Ónody
József Ónody (* 13. September 1882 in Ercsi; † 17. April 1957 in Budapest) war ein ungarischer Schwimmer.

## Karriere
Ónody nahm 1906 an den Olympischen Zwischenspielen in Athen teil. Hier erreichte er im Wettbewerb über 100 m Freistil den sechsten Rang. Mit der ungarischen Staffel über 4 × 250 m Freistil wurde er Erster und sicherte sich somit die Goldmedaille. Für die Individualdisziplin 400 m Freistil war der Schwimmer ebenfalls gemeldet, trat aber nicht an. 1908 nahm er auch an den Olympischen Spielen in London teil. In den Wettbewerben über 100 m und 400 m Freistil scheiterte er jeweils im Vorlauf. Über 100 m Rücken war er zusätzlich gemeldet, trat aber nicht an. Auch auf nationaler Ebene war der Sportler aktiv, 1909 wurde er ungarischer Meister über 100 Yards Freistil.
Neben dem Schwimmsport betrieb Ónody auch Radsport und Wasserball. 1899 nahm er am ersten öffentlichen Wasserballspiel in Ungarn teil. Zwischen den beiden Weltkriegen war er in leitenden Positionen bei Magyar ÚE Budapest tätig. Zusätzlich arbeitete er als Buchhalter bei einer Bank.